# Jury Chechi
Jury Dimitri Chechi (* 11. Oktober 1969 in Prato) ist ein ehemaliger italienischer Kunstturner.
Jury Dimitri Chechi gewann bei den Olympischen Sommerspielen 1996 in Atlanta die Goldmedaille an den Ringen. 2004 wurde er am gleichen Gerät Dritter. Zwischen 1989 und 1997 gewann er bei den Turn-Weltmeisterschaften insgesamt fünfmal die Gold- und zweimal die Bronzemedaille an den Ringen. Chechi wurde außerdem zwischen 1990 und 1996 viermal Europameister an den Ringen.
Aufgrund der zahlreichen Erfolge an diesem Turngerät war sein Spitzname seinerzeit „Herr der Ringe“.
Bei den Olympischen Sommerspielen 2004 in Athen trug er bei der Eröffnungsfeier die italienische Fahne. Die Eröffnungsfeier der Olympischen Winterspiele 2006 in Turin leitete er mit Hammerschlägen ein.

## Auszeichnungen
- Italiens Sportler des Jahres (La Gazzetta dello Sport): 1993, 1996, 1997